# Saltinbanque
Saltinbanque è il quinto album di Keen'V pubblicato il 28 luglio 2014, e contiene 2 inediti e 2 remix. Con più di 50 000 copie vendute, il 18 agosto 2014 viene certificato disco d'oro e disco di platino il 10 settembre con 100 000 copie.

## Tracce
1. Saltimbanque
2. Dis-moi oui (Marina)
3. J'me bats pour toi
4. Certains m'appellent
5. C'est ce qu'il nous faut (Feat. Lorelei B)
6. Viens je t'emmène
7. Ça va aller
8. J'étais bourré (Feat. Nawaach)
9. Conte de fée
10. Ola mamy
11. Les mecs sont...
12. Avec lui
13. Elle s'en balance

Bonus (solo sulla riedizione)
1. Moi je les aime
2. Instinct animal
3. Copine de b.... [Remix]
4. Viens je t'emmène [Remix]

## Disco nelle hit-parades
Albums
| Anno | Album        | Miglior posizione | Miglior posizione | Casa Discografica | Certificazione   | Note |
| Anno | Album        | Belgio            | Francia           | Casa Discografica | Certificazione   | Note |
| ---- | ------------ | ----------------- | ----------------- | ----------------- | ---------------- | ---- |
| 2014 | saltinbanque | 7                 | 1                 | Universal/Capitol | Disco di platino |      |